# Momostenango
Momostenango (del náhuatl, que significa «muralla de ídolos») es un municipio que pertenece al departamento de Totonicapán en el altiplano occidental de la República de Guatemala; su cabecera municipal que se encuentra a una altitud de 2204 m s. n. m. y es uno de los destinos turísticos más visitados del país.
Originalmente estaba en el lugar llamado «Ojer Tinamit» (español: «Pueblo Viejo») a ocho kilómetros de la actual cabecera municipal; fue fundado a mediados del xvi, y luego fue parte del Quetzaltenango. Finalmente, en 1590 se fundó el convento de Santiago Momostenango en la Provincia del Santísimo Nombre de Jesús.
En 1754 las órdenes religiosas tuvieron que entregar sus doctrinas al clero secular y para 1770 Momostenago era uno de los once curatos de la Provincia y Alcaldía Mayor de Totonicapam, con un camino de muy difícil acceso con escarpadas montañas y ciénagas por doquier.
Después de la Independencia de Centroamérica en 1821 fue uno de los municipios originales del departamento Sololá/Suchitepéquez cuando el Estado de Guatemala fue formalmente establecido en 1825.  En 1838 formó parte del efímero Estado de Los Altos que los criollos del occidente intentaron establecer con la venia del Congreso de la República Federal de Centro América, entonces controlada por el general liberal hondureño Francisco Morazán, pero en 1840 este intento secesión fue aplastado por el general conservador Rafael Carrera, quien retomó la región por la fuerza estableciendo un régimen hostil para los criollos liberales que intentaron la separación, pero benévolo hacia los indígenas y ecleasiásticos de la región.
Tras la muerte de Carrera en 1865, los liberales guatemaltecos finalmente recuperaron el poder en el país en 1871; y el 12 de agosto de 1872 el gobierno provisional de Miguel García Granados creó al departamento de Quiché, tomando para ello la mayor parte de los extensos departamentos de Sololá/Suchitepéquez y Totonicapán/Huehuetenango. Tras esa reorganización terrotorial, Momostenango pasó al departamento de Totonicapán.

## Lugares Poblados
Momostenango se posiciona como el quineavo municipio más poblado de Guatemala con un total de 105 617 habitantes hasta el Censo 2018 . El municipio alberga un total de 93 , incluidos aldeas, asentamientos, colonias, fincas y ciudad . Entre los  lugares más poblados, vive el 24% de población momoteca.
A continuación un listado de los 15 lugares más poblados del municipio de Momostenango:
| #            | Código       | Lugar           | Tipo         | Población |
| ------------ | ------------ | --------------- | ------------ | --------- |
| 1            | 805186       | Santa Isabel    | Otro         | 3 719     |
| 2            | 805185       | SAnta Catarina  | Otro         | 3 683     |
| 3            | 805001       | Momostenango    | Villa        | 2 972     |
| 4            | 805182       | Santa Ana       | Otro         | 2 900     |
| 5            | 805149       | Pasuc           | Caserío      | 2 367     |
| 6            | 805207       | Tierra Colorada | Aldea        | 2 366     |
| 7            | 805155       | Patzaquibala    | Caserío      | 2 327     |
| 8            | 805217       | Xecaxjoj        | Caserío      | 1 889     |
| 9            | 805172       | Pueblo Viejo I  | Caserío      | 1 863     |
| 10           | 805179       | San Luis Pasuc  | Aldea        | 1 691     |
| 11           | 805131       | Pammus          | Paraje       | 1 613     |
| 12           | 805232       | Xetrubala       | Caserío      | 1 612     |
| 13           | 805046       | Choestancia     | Caserío      | 1 414     |
| 14           | 805053       | Chonimasac      | Caserío      | 1 405     |
| 15           | 805074       | Chibucup        | Caserío      | 1 402     |
| Momostenango | Momostenango | Momostenango    | Momostenango | 141 587   |

## Toponimia

### Nombre en castellano
Muchos de los nombres de los municipios y poblados de Guatemala constan de dos partes: el nombre del santo católico que se venera el día en que fueron fundados y una descripción con raíz náhuatl; esto se debe a que las tropas que invadieron la región en la década de 1520 al mando de Pedro de Alvarado estaban compuestas por soldados españoles y por indígenas tlaxcaltecas y cholultecas. Así pues, en el Título de la casa de Ixquìn-Nehaib, Señora del Territorio de Otzoyà —un documento presentado a mediados del siglo xviii como prueba en un juicio de tierras— es mencionado como «Santiago Chuatzak Momostenango».[cita requerida]
De acuerdo a José G. Salazar, el topónimo Momostenango deriva de las raíces náhuatl «momoztli» o «momustrli» (español: «altar de ídolos») y «tenanco» (español: «lugar amurallado»), lo que significaría «lugar fortificado donde hay muchos ídolos».[cita requerida] Por su parte, Manuel García Elgueta indica que se deriva de las raíces «momo» o «most» («cada día») y «tenanco» («muralla»), por lo que significaría «en la muralla cada día» o «cada día en la muralla», indicando que la fortaleza siempre estaba vigilada. Finalmente, el Arreola, indica que la voz «momostitlan», «mumuztitlan» o «mumuzztli», significa «en el altar de los sacrificios rodeado de murallas».[cita requerida]

### Nombre en k'ich'e
En el Popol Vuh el poblado es mencionado con el nombre de Cho tz’aq, que se traduce como «frente a la fortaleza», entre los pueblos que fueron sometidos por el rey Quicab del Reino K'iche' de Q'umarkaj.[cita requerida]

## Geografía física

### Clima
El clima predominante en el municipio es frío, el cual se vuelve más intenso durante los meses de noviembre a febrero. La temperatura media anual es de 15°. La región es muy lluviosa y el ambiente mantiene una humedad relativamente alta. " con los cambios climáticos que están afectando a el planeta, el clima de este bello municipio ha cambiado en gran manera, ahora el clima es bastante cálido casi en todo el año, en horas de la noche y madrugada disminuye la temperatura"
La cabecera municipal de Momostenango tiene clima templado (Clasificación de Köppen: Cwb).
| Parámetros climáticos promedio de Momostenango | Parámetros climáticos promedio de Momostenango | Parámetros climáticos promedio de Momostenango | Parámetros climáticos promedio de Momostenango | Parámetros climáticos promedio de Momostenango | Parámetros climáticos promedio de Momostenango | Parámetros climáticos promedio de Momostenango | Parámetros climáticos promedio de Momostenango | Parámetros climáticos promedio de Momostenango | Parámetros climáticos promedio de Momostenango | Parámetros climáticos promedio de Momostenango | Parámetros climáticos promedio de Momostenango | Parámetros climáticos promedio de Momostenango | Parámetros climáticos promedio de Momostenango |
| Mes                                            | Ene.                                           | Feb.                                           | Mar.                                           | Abr.                                           | May.                                           | Jun.                                           | Jul.                                           | Ago.                                           | Sep.                                           | Oct.                                           | Nov.                                           | Dic.                                           | Anual                                          |
| ---------------------------------------------- | ---------------------------------------------- | ---------------------------------------------- | ---------------------------------------------- | ---------------------------------------------- | ---------------------------------------------- | ---------------------------------------------- | ---------------------------------------------- | ---------------------------------------------- | ---------------------------------------------- | ---------------------------------------------- | ---------------------------------------------- | ---------------------------------------------- | ---------------------------------------------- |
| Temp. máx. media (°C)                          | 19.5                                           | 20.6                                           | 22.1                                           | 23.0                                           | 22.6                                           | 21.2                                           | 21.0                                           | 21.5                                           | 21.1                                           | 20.6                                           | 20.5                                           | 19.7                                           | 21.1                                           |
| Temp. media (°C)                               | 12.6                                           | 13.3                                           | 14.7                                           | 16.1                                           | 16.9                                           | 16.3                                           | 15.9                                           | 15.7                                           | 15.9                                           | 15.4                                           | 14.2                                           | 13.2                                           | 15                                             |
| Temp. mín. media (°C)                          | 5.7                                            | 6.1                                            | 7.4                                            | 9.3                                            | 11.2                                           | 11.4                                           | 10.8                                           | 10.0                                           | 10.7                                           | 10.2                                           | 8.0                                            | 6.7                                            | 9                                              |
| Precipitación total (mm)                       | 2                                              | 3                                              | 10                                             | 30                                             | 107                                            | 187                                            | 154                                            | 136                                            | 170                                            | 115                                            | 17                                             | 1                                              | 932                                            |
| Fuente: Climate-Data.org                       |                                                |                                                |                                                |                                                |                                                |                                                |                                                |                                                |                                                |                                                |                                                |                                                |                                                |

### Ubicación geográfica
Momostenango está en el departamento de Totonicapán; sus colindancias son las siguientes:
- Norte: San Bartolo Aguas Calientes, municipio del departamento de Totonicapán
- Sur y oeste: San Carlos Sija, municipio del departamento de Quetzaltenango
- Este: Santa María Chiquimula, municipio del departamento de Totonicapán[8]

|                        | Norte: San Bartolo Aguas Calientes |                              |
| Oeste: San Carlos Sija |                                    | Este: Santa María Chiquimula |
|                        | Sur: San Carlos Sija               |                              |

## Gobierno municipal
Los municipios se encuentran regulados en diversas leyes de la República, que establecen su forma de organización, lo relativo a la conformación de sus órganos administrativos y los tributos destinados para los mismos.  Aunque se trata de entidades autónomas, se encuentran sujetos a la legislación nacional y las principales leyes que los rigen desde 1985 son:
| N.º | Ley                                                | Descripción |
| --- | -------------------------------------------------- | --- |
| 1   | Constitución Política de la República de Guatemala | Tiene una regulación legal específica para los municipios en los artículos 253 al 262. |
| 2   | Ley Electoral y de Partidos Políticos              | Ley de carácter constitucional aplicable a los municipios en el tema de la conformación de sus autoridades electas. |
| 3   | Código Municipal                                   | Decreto 12-2002 del Congreso de la República de Guatemala. Tiene la categoría de ley ordinaria y contiene preceptos generales aplicables a todos los municipios, e inclusive contiene legislación referente a la creación de los municipios.             |
| 4   | Ley de Servicio Municipal                          | Decreto 1-87 del Congreso de la República de Guatemala. Regula las relaciones entra la municipalidad y los servidores públicos en materia laboral. Tiene su base constitucional en el artículo 262 de la constitución que ordena la emisión de la misma. |
| 5   | Ley General de Descentralización                   | Decreto 14-2002 del Congreso de la República de Guatemala. Regula el deber constitucional del Estado, y por ende del municipio, de promover y aplicar la descentralización y desconcentración económica y administrativa.                                |

El gobierno de los municipios está a cargo de un Concejo Municipal mientras que el código municipal —ley ordinaria que contiene disposiciones que se aplican a todos los municipios— establece que «el concejo municipal es el órgano colegiado superior de deliberación y de decisión de los asuntos municipales […] y tiene su sede en la circunscripción de la cabecera municipal»; el artículo 33 del mencionado código establece que «[le] corresponde con exclusividad al concejo municipal el ejercicio del gobierno del municipio».
El concejo municipal se integra con el alcalde, los síndicos y concejales, electos directamente por sufragio universal y secreto para un período de cuatro años, pudiendo ser reelectos.
Existen también las Alcaldías Auxiliares, los Comités Comunitarios de Desarrollo (COCODE), el Comité Municipal del Desarrollo (COMUDE), las asociaciones culturales y las comisiones de trabajo. Los alcaldes auxiliares son elegidos por las comunidades de acuerdo a sus principios y tradiciones, y se reúnen con el alcalde municipal el primer domingo de cada mes, mientras que los Comités Comunitarios de Desarrollo y el Comité Municipal de Desarrollo organizan y facilitan la participación de las comunidades priorizando necesidades y problemas.

## Historia
Su antiguo emplazamiento se encontraba en el lugar denominado Ojer Tinamit (Pueblo Viejo) a 8 kilómetros de la actual cabecera municipal. Su fundador, según la tradición oral, se llamó Diego Vicente. 

### Época colonial
La cabecera municipal fue fundada a mediados del siglo xvi. La mención más antigua que se conoce de la doctrina es la del cronista franciscano Fray Francisco Vásquez, quien señala que en 1575 Momostenango pertenecía al convento de Quetzaltenango y que en 1590 se fundó el convento de Santiago Momostenango en la Provincia del Santísimo Nombre de Jesús. Indica que los habitantes eran grandes labradores y hombres de campo, que obtenían buenos ingresos de la agricultura y la venta de lana.

### Visita del arzobispo Pedro Cortés y Larraz
Entre 1768 y 1770 el arzobispo Pedro Cortés y Larraz recorrió su diócesis, e indicó que Santiago Momostenango pertenecía a «la Octava Provincia, de Totonicapam, a cargo de un Alcalde Mayor, y que tenía once curatos: San Miguel Totonicapam, San Cristóbal Totonicapam, Jacaltenango, Güegüetenango, Malacatán, Chiantla, Cuilco, Tzulumá, Utzpantán y Nevah».
| Algunas de las observaciones del arzobispo fueron: - [Los habitantes dicen disparates y] parece cuento de que contestaba uno haber muerto al rey David en la procesión del Viernes Santo, lo he experimenado, preguntando cosas igualmente disparatadas, como son si hay universidades en sus pueblos, si hay muchos graduados y responden que sí y otras cosas a este tenor. - Desde el pueblo de Momostenango al de Santa Anna Malacatán hay diez leguas, rumbo de oriente a poniente. Es camino malísimo de subidas y bajadas bastante violentas, con piedra, ciénagas y muchos gradones Todo el camino es un laberinto de montañas y cerros por todas partes y consiste en subirlos y bajarlos. —Descripción geográfico moral de la diócesis de Goathemala, 1770 |

### Tras la Independencia de Centroamérica
El Estado de Guatemala fue definido de la siguiente forma por la Asamblea Constituyente de dicho estado que emitió la constitución del mismo el 11 de octubre de 1825: «el estado conservará la denominación de Estado de Guatemala y lo forman los pueblos de Guatemala, reunidos en un solo cuerpo.  El estado de Guatemala es soberano, independiente y libre en su gobierno y administración interior.»
Momostenango fue uno de los municipios originales del Estado de Guatemala en 1825; era parte del departamento de Totonicapán/Huehuetenango, cuya cabecera era Totonicapam e incluía a Momostenango, Nebaj, Huehuetenango, Malacatán, Soloma, Jacaltenango, y Cuilco.

### El efímero Estado de Los Altos

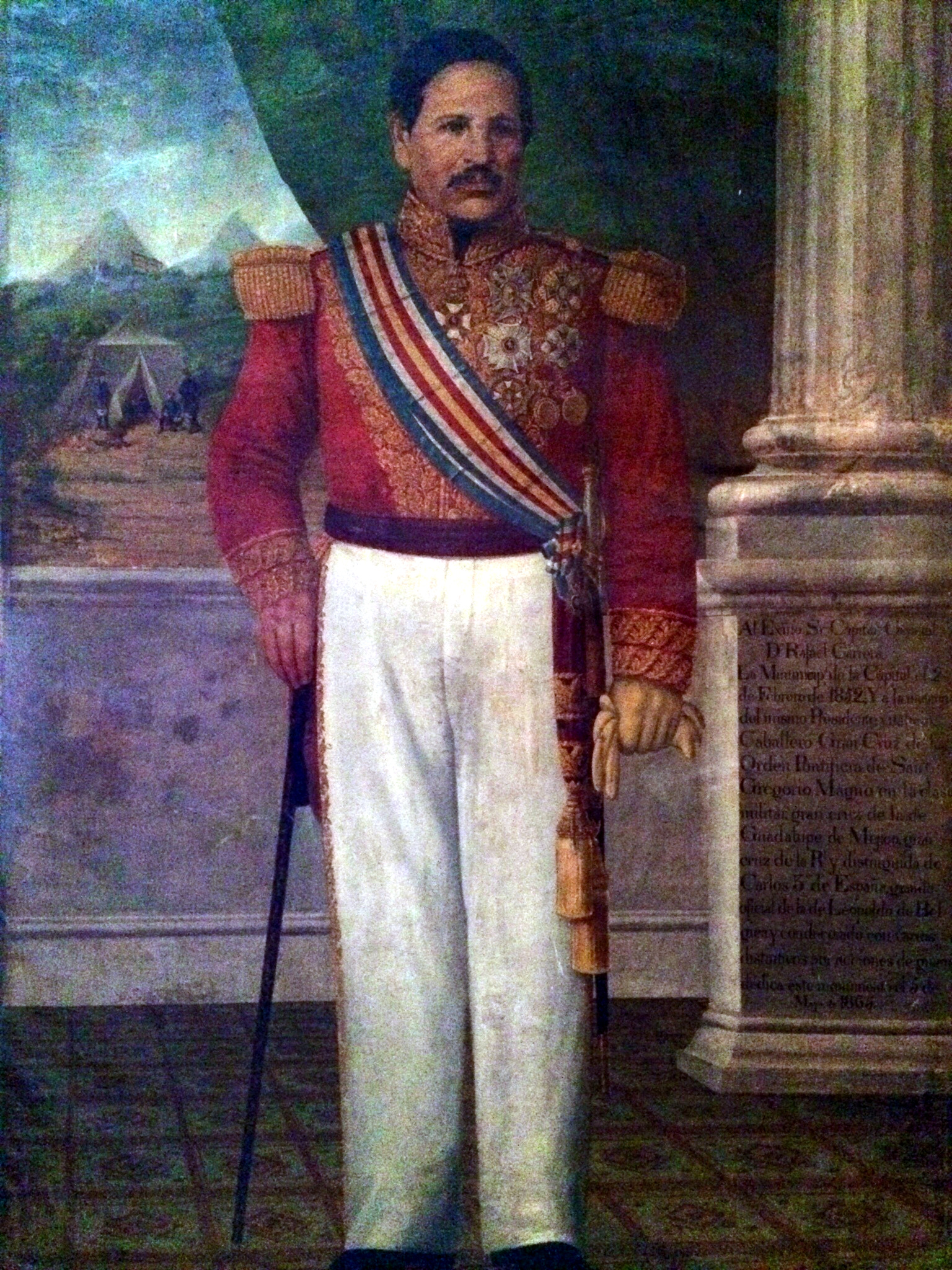
Retrato oficial del capitán general Rafael Carrera con la banda presidencial con los colores de la bandera de Guatemala instituida en 1858. En 1840 retomó por la fuerza el Estado de los Altos al que pertenecía Chiché y derrotó al presidente de la República Federal de Centro América, el general hondureño Francisco Morazán.

A partir del 3 de abril de 1838, Momostenango fue parte de la región que formó el efímero Estado de Los Altos y que forzó a que el Estado de Guatemala se reorganizara en siete departamentos y dos distritos independientes el 12 de septiembre de 1839:
- Departamentos: Chimaltenango, Chiquimula, Escuintla, Guatemala, Mita, Sacatepéquez, y Verapaz
- Distritos: Izabal y Petén[13]

La región occidental de la actual Guatemala había mostrado intenciones de obtener mayor autonomía con respecto a las autoridades de la ciudad de Guatemala desde la época colonial, pues los criollos de la localidad consideraban que los criollos capitalinos que tenían el monopolio comercial con España no les daban un trato justo.  Pero este intento de secesión fue aplastado por el general Rafael Carrera, quien reintegró al Estado de Los Altos al Estado de Guatemala en 1840 y pocos meses después derrotó contundentemente al presidente de la República Federal de Centro América, el general liberal hondureño Francisco Morazán en la Ciudad de Guatemala.

### Tras la Reforma Liberal de 1871
Luego de la Reforma Liberal de 1871, el gobierno de facto del presidente provisiorio Miguel García Granados dispuso crear el departamento de Quiché para mejorar la administración territorial de la República dada la enorme extensión del territorio de los departamentos de Totonicapán/Huehuetenango y de Sololá/Suchitepéquez. De esta cuenta, el 12 de agosto de 1872 el departamento de Sololá/Suchitepéuez perdió sus distritos de Suchitepéquez, de la Sierra y de Quiché y Momostenango pasó a formar parte del nuevo departamento de Totonicapán, junto con Totonicapán, San Cristóbal, San Andrés Xecul, San Carlos Sija, San Antonio Sija, San Francisco El Alto, Calel, San Bartolo Aguas Calientes, Santa María Chiquimula, San Antonio Ilotenango, Nagualá y Santo Tomás Perdido, en la costa de Suchitepéquez.

### Durante el gobierno de José María Reina Barrios

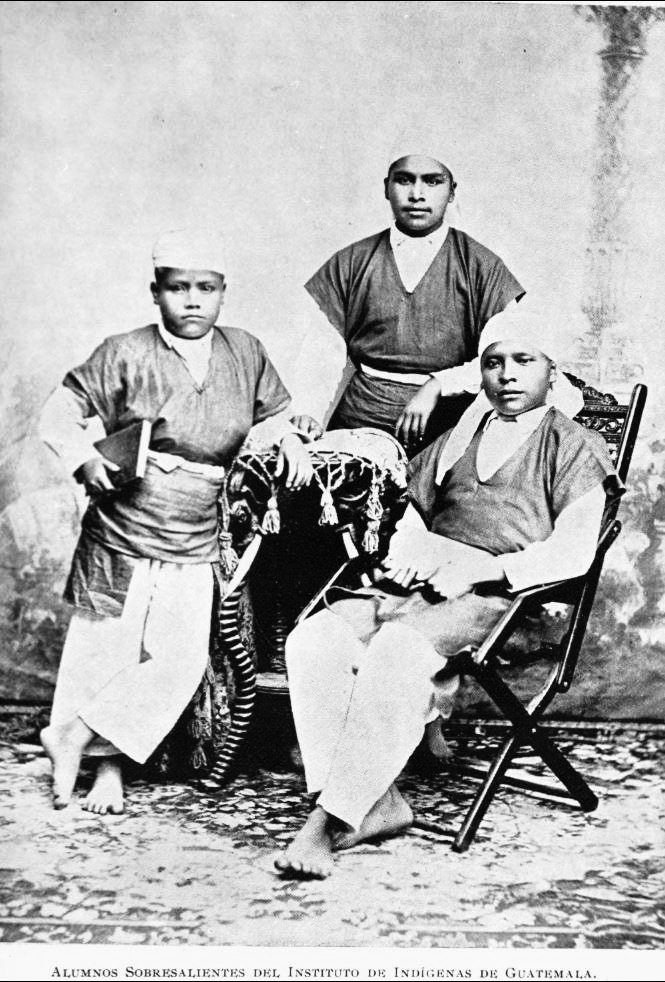
Alumnos distinguidos del Instituto Agrícola de Indígenas en 1897. Ellos son Evaristo Manuel T., Pedro Betrán y el momosteco Victoriano Abac.

En 1897, Victoriano Abac, joven estudiante del Instituto Agrícola de Indígenas en la Ciudad de Guatemala y oriundo de Momostenango resultó entre los tres estudiantes más distinguidos de dicha institución educativa y su autobiografía fue publicada en la revista cultural La Ilustración Guatemalteca. En su artículo, Abac cuenta como su padre apenas y ganaba lo suficiente para subsistir produciendo tejidos y como él no había podido asistir regularmente a la escuela por tener que ayudar a su familia. Gracias a la creación del Instituto Agrícola, obtuvo una beca y se fue de interno a la capital; de su escrito, resaltan dos aspectos: al hablar del nombre de su pueblo natal se refiere a él como «el poblado vosotros llamáis Momostenango» y cuando se refiere a Guatemala dice «vuestra república». A continuación describe la situación de Momostenango a finales del siglo xix y las condiciones en que se encontraba su familia: cuenta que cuando nació en 1882, el pueblo tenía «pocos merecimientos» y que fue imposible para su padre ponerlo a la par de los adelantos del siglo porque su triste profesión de tejer y preparar la lana para la fabricación de varias telas no se lo permitía; a los siete años Abac fue a la escuela elemental de niños en el pueblo, pero al cabo de dos años su madre lo sacó del plantel para que ayudara a su padre en trabajos de jornalero que éste tenía que hacer en las fincas de la costa sur para poder subsistir.  Gracias a la beca que le dio el gobierno de José María Reyna Barrios pudo asistir al Instituto Agrícola en 1894.

## Economía

### Producción agropecuaria
Los cultivos más importantes en el municipio son el maíz,  frijol. También se cultivan hortalizas y frutas, entre las que se encuentran papa, repollo, coliflor, arveja tomate, chile, aguacate, durazno, En algunas comunidades como Xequemeyá, canquixaja Barrio santa ana, xepulaja y Patulup, el clima es más cálido y permite los cultivos subtropicales como café, naranja, limón, caña de azúcar y yuca. Los productos son generalmente comercializados por los mismos propietarios en el mercado de la cabecera municipal y entre otros mercados locales.
En la mayor parte de comunidades se reporta la crianza de animales especialmente porcinos y aves de corral, los cuales son destinados al consumo familiar y a la venta en la cabecera municipal. " en la actualidad todas estas producciones agropecuarias han sido de mucha ayuda, para el desarrollo del municipio, ha mejorado el nivel de vida de las familias" No existe explotación de carácter comercial.

### Producción artesanal

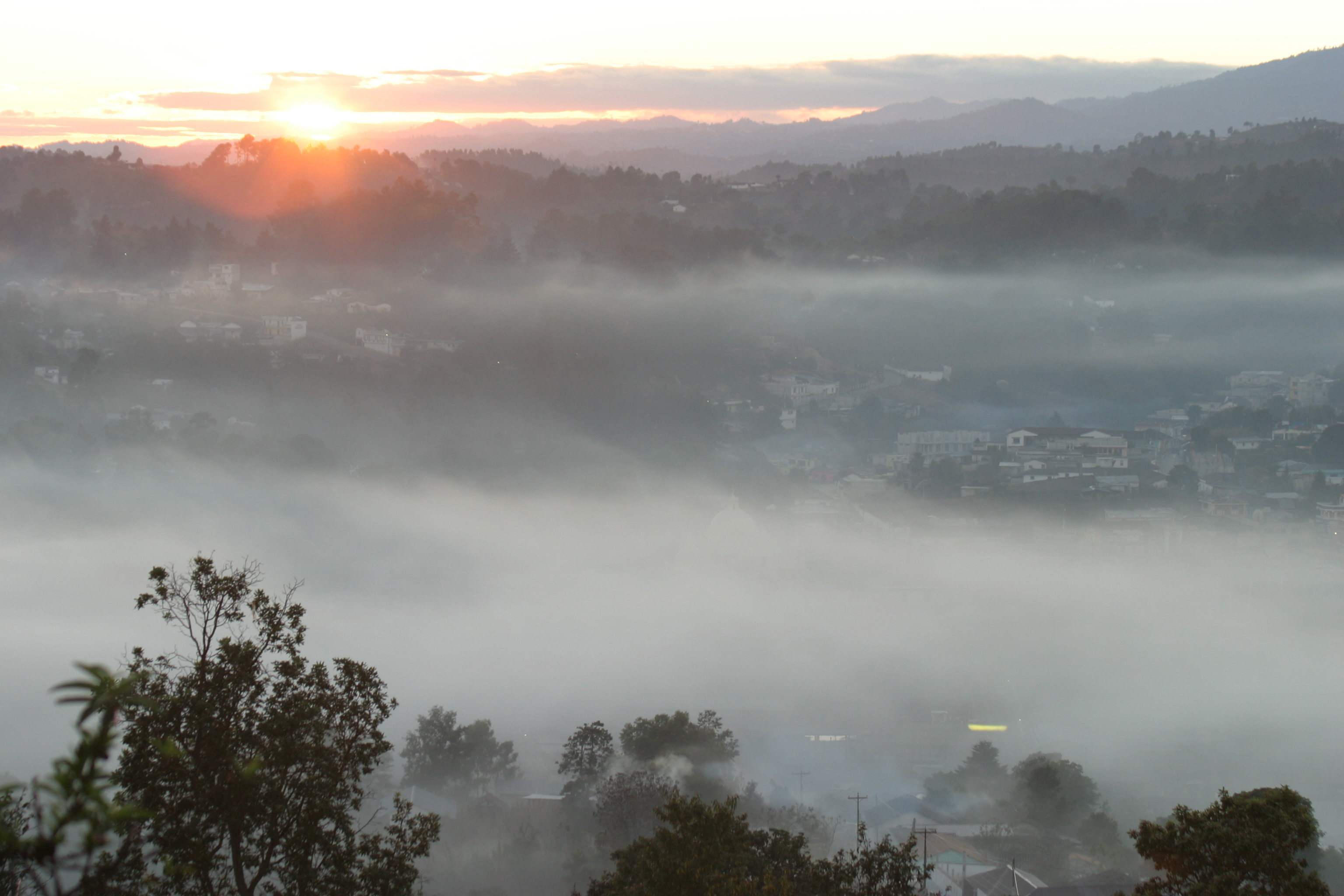
Puesta de sol en Momostenango.

La principal actividad artesanal de Momostenango es la fabricación de frazadas o ponchos de lana que le han dado fama al municipio, pues son utilizados en todas las zonas templadas y frías del país y exportados. Últimamente la exportación se ha incrementado a través de la Cooperativa Copitem R. L. apoyada por FUNDAP y ARTEXCO R.L. de Quetzaltenango.

## Salud
Los servicios estatales de Salud a cargo de 2 Centros de Salud tipo “B” ubicados en la cabecera municipal y en San Vicente Buenabaj, y 6 puestos de salud situados en las aldeas de Pueblo Viejo, Pologuá, Tzanjón, Pitzal, Xequemeyá y Chinimabé. Adicionalmente, funciona una clínica parroquial que atiende en la cabecera municipal y en el barrio Patzité. Hay también 8 clínicas médicas privadas (3 de ellas en la cabecera municipal), dos clínicas de odontología y laboratorios dentales y clínicas naturistas.

## Viviendas
La mayor parte de las viviendas del municipio están construidas con estilos y materiales tradicionales; cimientos de piedra, muros de adobe, techos de teja de barro, puertas y ventanas de madera piso de baldosa de barro, de tierra o de torta de cemento. En el casco urbano y en algunas comunidades rurales se observan viviendas de dos y tres niveles, de paredes de block o ladrillo, terraza fundida, pisos de cemento o granito, ventanas y puertas de metal."en la época actual se ve un gran desarrollo en el casco urbano, también cabe destacar que también en las aldeas se ve el desarrollo, en relación a la infraestructura de las viviendas y el acceso a las carreteras".

## Cultura

### Fiesta titular
La fiesta titular se celebra el 21 de julio al 4 de agosto. Los días principales son el 25 y 31 de julio y 1 de agosto, cuando la Iglesia católica celebra la festividad del santo patrono, Santiago Apóstol. Se llevan a cabo festividades religiosas y los cofrades visten sus trajes ceremoniales. Se acostumbra comer pavos y gallinas, preparadas en un recado picante al que llaman «quilin», acompañado con una bebida hecha a base de maíz, cacao y pepitas de zapote quemado, llamada «súcheles».[cita requerida]

### Campos deportivos
En la cabecera municipal existe una cancha de fútbol, tres de basquetbol y una de papi futbol. El equipo de fútbol Momosteco, patrocinado por la municipalidad local es el único del departamento que milita en la 3.ª división de no aficionados.